# Frente de Libertação da Nação Eslovena
A Frente de Libertação da Nação Eslovena (em esloveno:  Osvobodilna fronta slovenskega naroda), ou simplesmente Frente de Libertação (Osvobodilna fronta, OF), originalmente chamada de Frente Anti-Imperialista (Protiimperialistična fronta, PIF), foi um partido político antifascista esloveno. A Frente Anti-Imperialista tinha laços ideológicos com a União Soviética (que estava na época em um pacto de não agressão com a Alemanha nazista)    em sua luta contra as tendências imperialistas dos Estados Unidos e do Reino Unido (as potências ocidentais),     e foi liderado pelo Partido Comunista da Eslovênia. Em maio de 1941, semanas após a ocupação alemã da Iugoslávia, na primeira edição do jornal ilegal Slovenski poročevalec (repórter esloveno), membros da organização criticaram o regime alemão e descreveram os alemães como imperialistas.  Eles começaram a arrecadar dinheiro para um fundo de libertação por meio da segunda edição do jornal publicado em 8 de junho de 1941.  Quando a Alemanha atacou a União Soviética, a Frente Anti-Imperialista foi formalmente renomeada    e se tornou a principal resistência civil e organização política antifascista eslovena sob a orientação e controle dos comunistas eslovenos. Foi ativo nas Terras Eslovenas durante a Segunda Guerra Mundial. Seu braço militar eram os guerrilheiros eslovenos. A organização foi criada na Província de Ljubljana em 26 de abril de 1941 na casa do crítico literário Josip Vidmar.  Seus líderes eram Boris Kidrič e Edvard Kardelj.

## Programa
O programa da Frente de Libertação da Nação Eslovena foi delineado pelos seguintes pontos fundamentais:
- luta armada
- Eslovênia Unida
- Continuidade da Iugoslávia como um estado esloveno, maior integração eslovena na identidade iugoslava e proximidade com o povo russo
- Lealdade de todas as facções à Frente de Libertação e, por extensão, aos guerrilheiros iugoslavos
- A adesão à democracia após a libertação
- Aceitação da Carta do Atlântico
- Expansão das Unidades Partidárias e Guardas Populares em uma frente mais ampla da Luta de Libertação Nacional. [14]

## Situação política interna

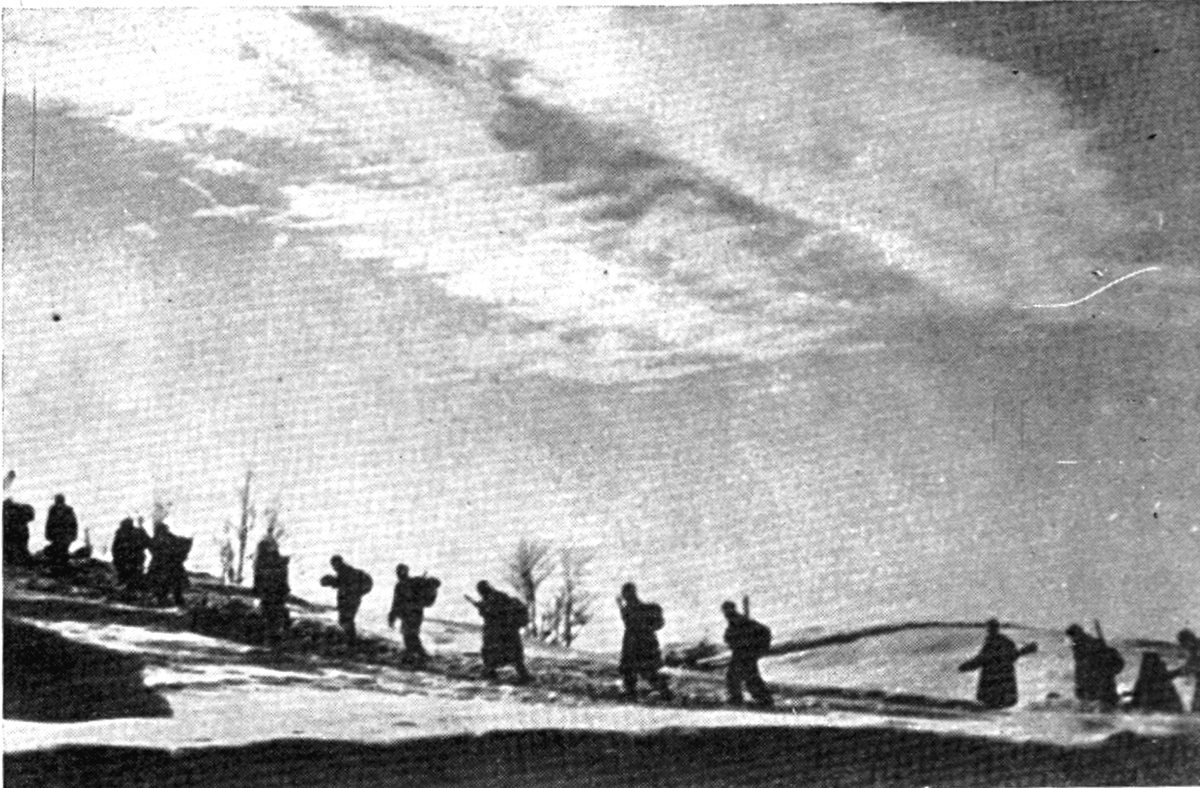
Partisans eslovenos no inverno de 1942.

Embora a Frente consistisse originalmente em vários grupos políticos de orientação de esquerda, incluindo alguns socialistas cristãos, um grupo dissidente de Sokols eslovenos (também conhecidos como "democratas nacionais") e um grupo de intelectuais liberais em torno dos jornais Sodobnost e Ljubljanski zvon,  durante o curso da guerra, a influência do Partido Comunista da Eslovênia começou a crescer, até que os grupos fundadores assinaram a chamada Declaração Dolomita ( Dolomitska izjava), dando a exclusividade de organização partidária apenas aos comunistas, em 1º de março de 1943. 
Em 3 de outubro de 1943, na sessão conhecida como Assembléia dos Delegados da Nação Eslovena, que foi realizada em Kočevje pelos 572 membros eleitos diretamente e 78 eleitos indiretamente, o plenário de 120 membros foi constituído como o mais alto órgão de governo civil da movimento antifascista na Eslovênia durante a Segunda Guerra Mundial.
Após a guerra, a Frente de Libertação foi transformada na Aliança Socialista dos Trabalhadores da Eslovênia. 

## Atividade política externa
Em 19 de fevereiro de 1944, o plenário Črnomelj de 120 membros da Frente de Libertação do Povo Esloveno mudou seu nome para SNOS e se proclamou o parlamento esloveno temporário. Uma de suas decisões mais importantes foi que, após o fim da guerra, a Eslovênia se tornaria um estado dentro da federação iugoslava. 
Pouco antes do fim da guerra, em 5 de maio de 1945, o SNOS se reuniu pela última vez na cidade de Ajdovščina na Veneza Júlia (então formalmente ainda parte do Reino da Itália) e estabeleceu o governo esloveno com Boris Kidrič como seu presidente. 
A Frente de Libertação liderou um sistema de propaganda intensivo e específico. Imprimiu panfletos, boletins e outros materiais para persuadir as pessoas sobre sua causa e caluniar as forças fascistas de ocupação e os colaboradores nazistas locais que eram apoiados pela Igreja Católica.  O rádio da Frente, chamado Kričač (Screamer), era o único de seu tipo na Europa ocupada. Emitia de vários locais e as forças de ocupação confiscaram à população local as antenas dos receptores para impedir a sua escuta.

## Partisans eslovenos
Os guerrilheiros eslovenos eram o braço armado da Frente de Libertação,  que lutou no início como guerrilheiro e depois como exército. Era principalmente etnicamente homogêneo e comunicado principalmente em esloveno.  Esses dois recursos foram considerados vitais para o seu sucesso.  Foi a primeira força militar eslovena.  Seu símbolo mais característico era o boné Triglav.   Ao contrário de outras partes da Iugoslávia, onde nos territórios libertados a vida política era organizada pelos próprios militares, os guerrilheiros eslovenos estavam subordinados à autoridade política civil da Frente.  As atividades partidárias na Eslovênia foram inicialmente independentes dos partidários de Tito no sul. A fusão dos guerrilheiros eslovenos com as forças de Tito aconteceu em 1944.  

## Nome
Tem sido tradicionalmente afirmado por historiadores eslovenos que o termo Frente Anti-Imperialista foi o primeiro a ocorrer.  Isso pode ser lido, por exemplo, em uma obra de Peter Vodopivec de 2006.  Em 2008, o historiador Bojan Godeša publicou uma discussão revisada por pares sobre o nome. Ele menciona um folheto do final de abril de 1941 com a frente de libertação (sem letras maiúsculas) escrito nele, dois meses antes da primeira menção conhecida da frente anti-imperialista (sem letras maiúsculas) em 22 de junho de 1941.  Ele também menciona que Josip Rus, que representou a Sociedade Sokol Eslovena na reunião de fundação da OF, sempre afirmou que eles apenas discutiram a organização como Frente de Libertação.  Isso contraria a opinião de Josip Vidmar, também membro fundador, que afirmou que a organização passou a se chamar Frente de Libertação somente em 30 de junho de 1941.  As afirmações de Godeša foram citadas em um seminário de Božo Repe, outro eminente historiador, que acrescentou que o nome Frente Anti-imperialista, escrito com letras maiúsculas, era usado principalmente na comunicação com os comunistas da União Soviética. Ele atribuiu isso ao desejo dos comunistas eslovenos de demonstrar que seu trabalho correspondia aos objetivos do Comintern. 